# Centralstation (Darmstadt)

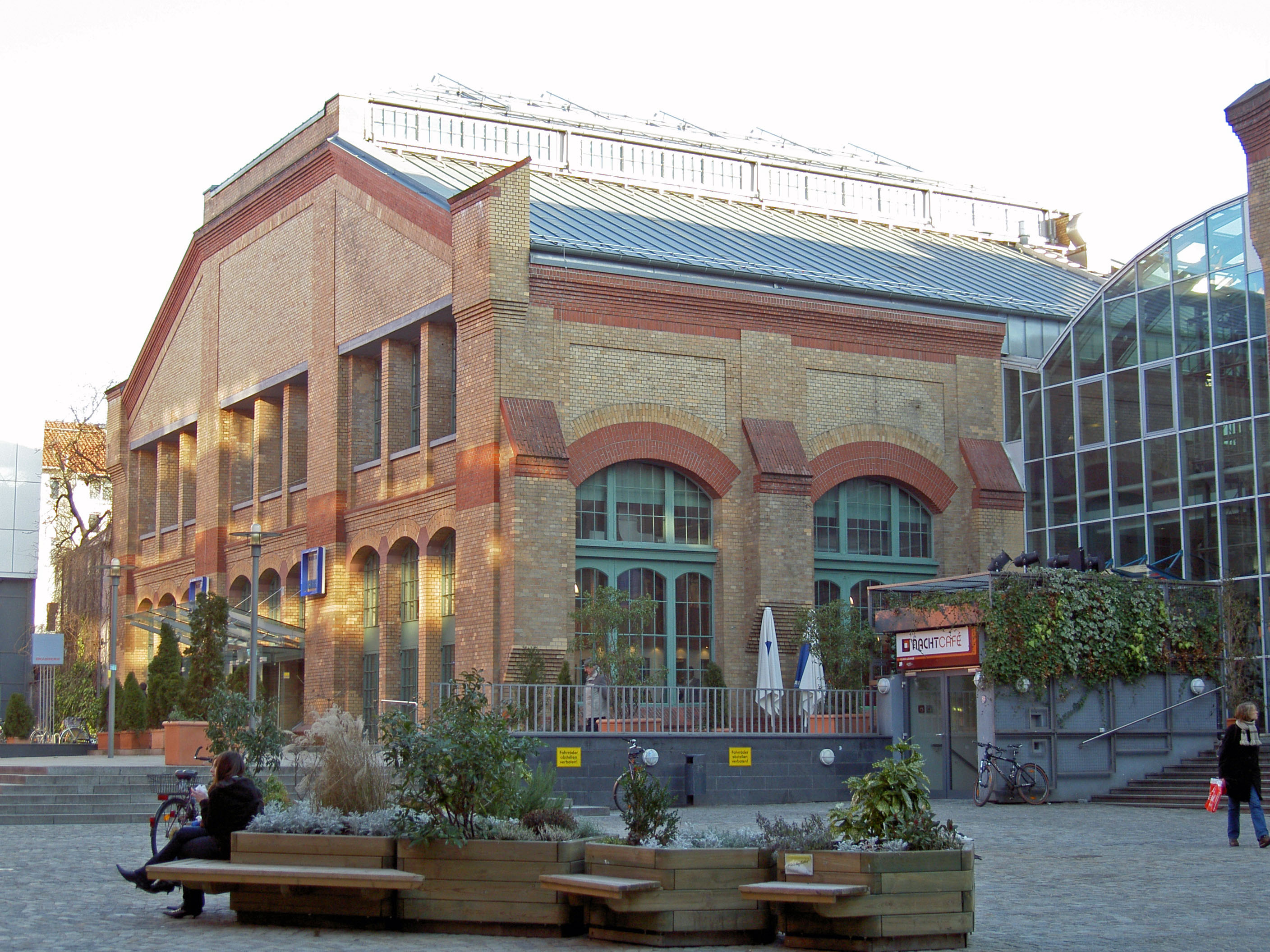
Centralstation

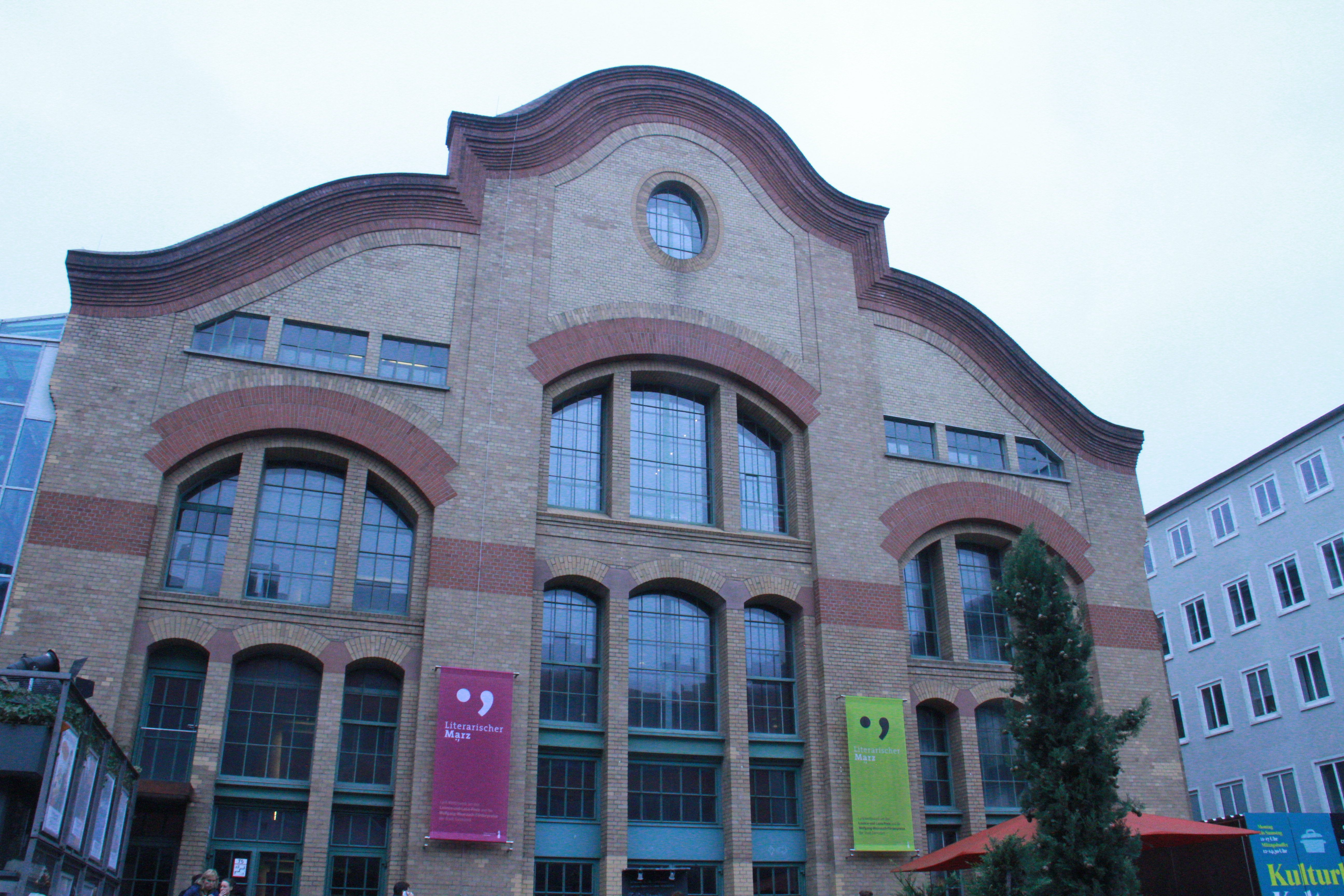
Die Centralstation während des literarischen Märzes 2015

Die Centralstation ist ein kultureller Veranstaltungsort in der Innenstadt Darmstadts, welcher im Gebäude eines historischen Kraftwerkes, der „Centralstation für elektrische Beleuchtung“, eingerichtet wurde.

## Geschichte

### Ursprüngliche Nutzung
Erbaut wurde die Centralstation in ihrer ersten Form bereits im Jahre 1888 als erstes Darmstädter Elektrizitätswerk. An der Planung wirkte auch der Darmstädter Elektrotechnikpionier Erasmus Kittler mit. Das Kraftwerk diente vor allem zur Versorgung der elektrischen Straßenbeleuchtung in der Darmstädter Innenstadt, des Herzoglichen Hofes und des Hoftheaters sowie ab 1897 auch der Straßenbahn. Das Werk machte Darmstadt, nach New York und Berlin, zur dritten Stadt weltweit mit einer flächigen Stromversorgung.
1903 bis 1905 wurde das Werk erweitert und ein neues Kessel- und Maschinenhaus sowie neue Kühlwerke errichtet. Architekt war vermutlich Stadtbaurat Franz Frenay.
1915 wurde die veraltete Centralstation stillgelegt und diente seither als Schaltwerk, das bis 1976 arbeitete. Nach dem Umzug der HEAG-Verwaltung nach Kranichstein 1977 setzte eine Diskussion um die Nutzung der beiden leer stehenden und denkmalgeschützten ehemaligen Kessel- und Maschinenhallen ein. Der Magistrat der Stadt Darmstadt beschloss 1997, die sogenannte Halle A als Kulturbetrieb zu nutzen.

### Umbau, Sanierung und Neueröffnung
Die Sanierung und den Grundbau betreute das Büro Borchers / Metzner / Kramar, mit dem Innenausbau der Centralstation wurden Kerstin Schultz und Ian Shaw von liquid beauftragt. Unter Wahrung des Charakters der historischen Maschinenhalle entstanden drei moderne, jedoch ganz unterschiedliche Veranstaltungsräume.
Am 25. März 1999 wurde die Centralstation in ihrer jetzigen Form wiedereröffnet. Seitdem wird dort ein vielfältiges Kulturprogramm präsentiert: Neben Theater, Lesungen, Vorträgen und Ausstellungen finden vor allem Konzerte und Club-Veranstaltungen statt. Das musikalische Spektrum reicht dabei von Rock, Pop, HipHop und Jazz über Weltmusik bis hin zur Klassik. Dieses breite Veranstaltungsspektrum wird jedes Jahr von etwa 300.000 Besuchern genutzt.
Die über sieben Meter hohe, minimalistisch eingerichtete Halle im Erdgeschoss bietet auf 450 m² bis zu 1.200 Gästen Platz. Über eine gefaltete Stahltreppe ist eine Galerie im 1. Obergeschoss zugänglich. Die Lounge im Stile einer American Bar im 2. Obergeschoss ist ebenfalls von der Halle aus erreichbar und gewährt durch die komplette Verglasung zur Halle hin freie Sicht auf die dort stattfindenden Veranstaltungen. Im 3. Obergeschoss befindet sich ein festlicher Veranstaltungssaal für bis zu 450 Personen.

## Veranstaltungen
In der Centralstation werden in erster Linie Konzerte national und international bekannter Künstler veranstaltet.
Regelmäßige Veranstaltungen sind die Verleihung des Ricarda-Huch-Preises der Wissenschaftsstadt Darmstadt, der Literarische März und die Herbsttagung der  Deutschen Akademie für Sprache und Dichtung.
Die Centralstation wird auch von Firmenkunden als Veranstaltungsort angemietet und für Kongresse, Tagungen und Feiern genutzt. Neben dem kulturellen Programm ist die Centralstation auch regelmäßig als Café und Restaurant geöffnet.

## Leitung
Bis März 2014 hat die private „Centralstation Kulturgesellschaft“ die Kulturarbeit organisiert. Nach der Diskussion unter anderem über die hohen Zuschüsse war einer der beiden Geschäftsführer, Alexander Marschall, von seinem Posten zurückgetreten. Eine neue Gesellschaft wurde gegründet, in der auch der verbliebene Geschäftsführer, Michael Bode-Böckenhauer, keine Funktion mehr erhielt. Gegründet wurde die Gesellschaft von der Wissenschafts- und Kongresszentrum Darmstadt GmbH & Co. KG Darmstadtium (Kongresszentrum). Weil auch das darmstadtium der Stadt gehört, ist diese künftig mittelbar alleiniger Anteilseigner der neuen Centralstation Veranstaltungs-GmbH. Die Stadt habe so einen „angemessenen Einfluss“, zumal die neue GmbH künftig zum von der Heag Holding koordinierten städtischen Beteiligungsmanagement gehört. Zudem sitzen im siebenköpfigen Aufsichtsrat Oberbürgermeister Jochen Partsch, Kämmerer André Schellenberg (CDU) und ein HEAG-Vorstand.
Trotz alledem gab es keine Einschränkungen in der Programmvielfalt, die nach wie vor gegeben ist.
Geschäftsführer der Centralstation Veranstaltungs-GmbH sind Meike Heinigk und Lars Wöhler.